# Hydrometrická vrtule

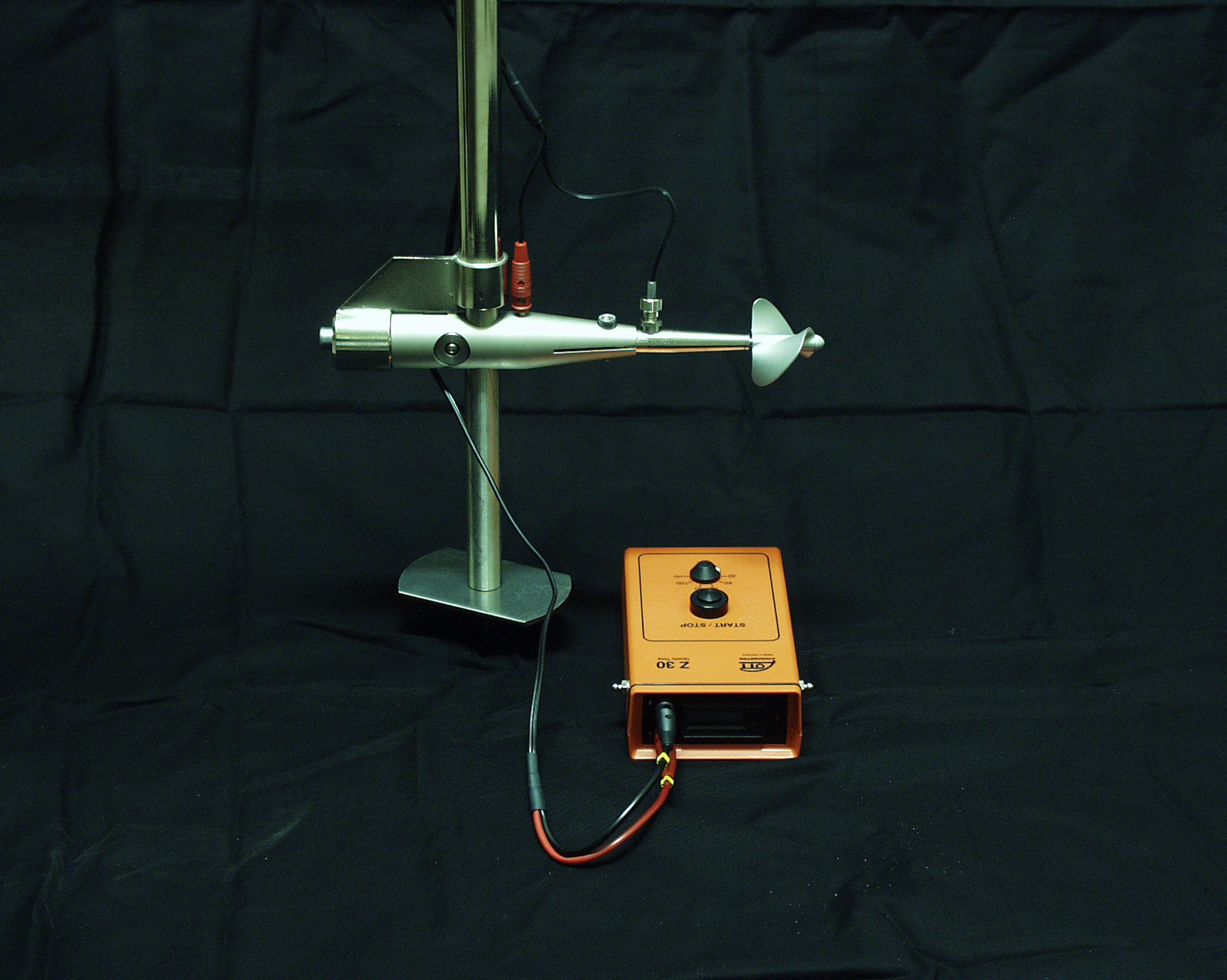
Vrtule Ott C-2 na tyči 20 mm a čítač

Hydrometrická vrtule je i přes prudký rozvoj systémů založených na jiných principech v ČR stále nejpoužívanější přístroj pro měření rychlosti vody a určení průtoku metodou rychlost – plocha v hydrologii a vodním hospodářství.
Hydrometrická vrtule je relativně jednoduchý mechanický přístroj pro stanovení rychlosti vody v otevřeném korytě nebo v potrubí. Proudící voda otáčí šroubovicovým propelerem vrtule a měří se počet otáček propeleru za zvolený časový interval, nebo naopak, čas nutný k uskutečnění zvoleného počtu otáček. Vztah mezi frekvencí otáčení a rychlostí proudění se pro každou vrtuli určuje její kalibrací. Základní požadavky na vrtuli jsou uvedeny v ISO normě. Kromě vrtule se pro tentýž účel používají i modernější měřidla elektromagnetická (indukční) a akustická (ultrazvuková).

## Historie
První hydrometrickou vrtuli (též obsoletně hydrometrické křídlo – z něm. Flügel) sestrojil roku 1787 Reinhard Woltman. Vrtule s horizontální osou byla vybavena propelerem tvaru lopatkového kola se dvěma šikmými lopatkami a již měla integrální mechanické počítadlo otáček – na ose propeleru byl šnek otáčející ozubeným kolem, palcem ovládajícím druhé kolo počítadla. Počítadlo bylo upevněno výkyvně a aktivovalo se jeho přitažením k ose pomocí lanka.
Přístroj rychle nabyl obliby a byl mnohými autory upravován a vylepšován. Zásadní změnou byla změna propeleru z lopatkového kola (byť některé typy vrtulí jej používaly ještě v 1. pol. 20. stol.) na propeler šroubovicový; úpravu navrhl Trevianos kolem roku 1820. Andreas R. Harlacher, profesor pražské techniky švýcarského původu, vybavil v roce 1871 vrtuli elektrickou signalizací, na což posléze získal patent. Ve spolupráci s firmou Amsler zavedl také upevnění vrtule na lanový závěs se závažím pro měření ve velkých hloubkách nebo z mostů. Harlacher také zbudoval první evropskou kalibrační trať moderního stylu pro kalibraci vrtulí v holešovickém přístavu.
S vývojem vrtulí je nerozlučně spjato jméno Ott. Albert Ott založil spolu s Coradim roku 1873 „Mathematisch-Mechanisches Institut“ v bavorském Kemptenu a tato firma po odchodu Coradiho do Švýcarska, kde r. 1880 založil vlastní firmu, začala roku 1885 vyrábět hydrometrické vrtule vlastní konstrukce (viz stránky OTT.com a ). Na doporučení Harlachera, který držel patent, začala fa Ott již r. 1881 svoje vrtule vybavovat elektrickou signalizací otáček. Během let firma vyvinula řadu vrtulí; do historie se zapsal zejména Typ V, vyráběný s drobnými úpravami od 30. do počátku 70. let 20. stol. S firmou spolupracovala řada významných odborníků; jedním z nejznámějších byl Litevec Steponas Kolupaila, který u firmy pracoval v letech 1940 – 1944 a kromě jiného tam vyvinul tzv. komponentní propeler, který je nedílnou součástí moderních vrtulí.
Kromě fy Ott existovala řada jiných výrobců – Amsler, Ganser, SEBA, NEYRPIC, Valeport a další, vrtule v 50. – 60. letech 20. stol. vyráběla tuzemská Metra (typ FB-1), několik výrobců bylo i v SSSR, kusovou výrobu dělal v 80. letech i VÚVH Bratislava. Většina výrobců zanikla nebo produkci vrtulí ukončila, existují však i nové firmy, vyrábějící přístroje i poněkud netradičního provedení (viz např. Flow Probe fy Global Water).
Kromě klasických vrtulí určených pro měření na vodních tocích a vodních dílech existují i speciální vrtule pro použití při měření na fyzikálních modelech v hydraulických laboratořích – jsou malého průměru a často mívají i jiný způsob snímání otáček; dnes jsou nahrazovány měřidly elektromagnetickými a akustickými. Podobně existují speciální přístroje tohoto typu používané v oceánografii pro měření mořských proudů.
Vrtule Woltmanova typu (s horizontální osou) je typická pro Starý Svět. V Americe, resp. v U.S.A. šel vývoj poněkud jinou cestou – roku 1885 si G.W. Price patentoval svůj typ vrtule se svislou osou s propelerem podobným miskovému anemometru. Současně používaný typ (typ AA) má šest otevřených kornoutů upevněných tečně k obvodu kružnice. Kromě tohoto velkého typu se používá i "kapesní vrtule" Pygmy obdobného principu.
Podstatný rozdíl mezi oběma typy spočívá v tom, že vrtule Woltmanova typu udává správné údaje pouze pokud je postavena osou proti směru proudění (výjimku tvoří komponentní propelery – viz níže), zatímco vrtule se svislou osou reaguje správně ať je proudění (v horizontální rovině) v jakémkoliv směru. Též se udává, že vrtule s horizontální osou má zejména pro malé rychlosti větší nejistotu měření než vrtule Priceova, která je navíc konstrukčně jednodušší.

## Princip
Jak bylo zmíněno výše, vrtule Woltmanova typu má horizontální osu, obvykle volně otočnou dnes v kuličkových ložiscích, na níž je nasazen (či našroubován) šroubovicový propeler. Vložíme-li vrtuli do proudu kapaliny, je propeler hydrodynamickými silami roztáčen. Je-li stoupání šroubovice propeleru {\displaystyle k} [m] a proudění má rychlost {\displaystyle v} [ms−1], pak vrtule za čas 1 s vykoná (za předpokladu ideální kapaliny a ideální vrtule, nevykazující žádné odpory) právě {\displaystyle n=v/k} [s−1] otáček. Pokud měříme počet otáček {\displaystyle N} [-] za čas {\displaystyle T} [s], bude rychlost proudění
{\displaystyle v=kn=k{N \over T}}.
Vzhledem k tomu, že kapalina není ideální, stejně tak vrtule, uplatňují se hydrodynamické i mechanické odpory a frekvence otáčení je poněkud jiná (nižší) než by odpovídalo výše uvedené rovnici. Během doby bylo navrženo více empirických i teoreticky poněkud lépe podložených rovnic, vyjadřujících vztah mezi rychlostí {\displaystyle v} a specifickými otáčkami (frekvencí) {\displaystyle n}. Koeficienty těchto rovnic je v každém případě nutné získat kalibrací vrtule.
Realizace měření spočívá v tom, že s otáčející se osou vrtule je spojen člen, který po určitém počtu otáček spíná elektrický obvod. Původně býval na ose šnek, otáčející ozubeným kolem s kolíčkem, který mechanicky po určitém počtu otáček (často i několik desítek, většinou 20, 25 nebo 50, avšak i jen po 1 nebo 2 u Ottova Typu V) sepnul kontakt. Dnes je zpravidla na ose vrtule upevněn magnet, spínající magnetický spínač při každé otáčce. Tento vývoj byl podmíněn i vývojem elektroniky – původně byla signalizace akustická, bzučákem nebo zvonkem, a čas se měřil stopkami, dnes se běžně používají elektromechanické nebo elektronické čítače, obvykle se zabudovanou časovou základnou, dovolující volbu časového intervalu měření.

## Soudobé vrtule
Jako příklad klasických soudobých výrobků můžeme uvést vrtule firmy Ott typu C-2 a C-31. Obě mají magnetické kontakty, spínající při každé otáčce vrtule. Většina dodávaných propelerů je alespoň v omezených mezích komponentní, tj. při šikmém nátoku proudění na vrtuli snímají pouze kosinovou složku rychlosti.

### Vrtule C-2
C-2 je vrtule malých rozměrů (viz fotografie výše), vhodná i pro měření na drobných tocích a v laboratořích. Výrobce k ní dodává několik propelerů různých stoupání a různých průměrů – viz tabulka.
| propeler č. | průměr [mm] | stoupání [m] | vmin [ms−1] | vmax [ms−1] | komponentnost [°] |
| 1           | 50          | 0,05         | 0,025       | 1,0         | ± 30              |
| 2           | 50          | 0,10         | 0,030       | 2,0         | ±20               |
| 3           | 50          | 0,25         | 0,035       | 4,0         | ±10               |
| 4           | 50          | 0,50         | 0,060       | 5,0         | -                 |
| 5           | 30          | 0,05         | 0,050       | 1,0         | ±20               |
| 6           | 30          | 0,10         | 0,055       | 2,0         | ±10               |

Vrtule je určena k upevnění na tyči průměru 9 mm s přesuvným rukávem, avšak dodává se redukce, dovolující použít standardní tyč průměru 20 mm, též opatřenou přesuvným rukávem (viz fotografie výše), takže při přestavování polohy vrtule v měrné svislici ji není třeba vyjímat z vody.

### Vrtule Ott C-31
C-31 je větších rozměrů, zejména je vhodná pro měření ve větších vodních tocích a na vodních dílech (např. na vtocích do přivaděčů nebo přímo v přivaděčích vodních elektráren atp.). Výrobce opět nabízí dosti široký výběr propelerů o různém stoupání a různých úhlech komponentnosti (viz tabulka), některe typy vyrábí i z umělé hmoty.
| propeler č. | průměr [mm] | stoupání [m] | vmin [ms−1] | vmax [ms−1] | komponentnost [°] |
| 1           | 125         | 0,25         | 0,025       | 5,0         | ±5                |
| 2           | 125         | 0,50         | 0,045       | 6,0         | ±5                |
| 3           | 125         | 1,00         | 0,055       | 10,0        | ±5                |
| 4           | 80          | 0,125        | 0,040       | 3,0         | ±5                |
| A           | 100         | 0,125        | 0,030       | 2,5         | ±45               |
| R           | 100         | 0,25         | 0,035       | 5,0         | ±15               |

Vrtule se běžně používá na tyči průměru 20 mm nebo na lanovém závěsu se závažím. Ve zvláštních případech může být (případně i ve větším počtu) upevněna na pevné či pohyblivé konstrukci (potrubí, vtoky V.E. a pod.).

## Upevnění vrtule
Způsob upevnění vrtule k nosnému prvku se liší, a to dosti zásadně, podle toho, co a kde se měří. Běžné je upevnění na tyči (resp. tzv. soutyčí) nebo se závažím na laně. Pro speciální účely se používají pevné nebo pohyblivé konstrukce, často s více vrtulemi.

### Na tyči
Pro běžná měření na vodních tocích menších hloubek (broditelných) nebo při měření z plavidla, nízké lávky nebo mostu se používá upevnění vrtule na tyči, dnes standardně s přesuvným rukávem, takže vrtuli není třeba vyjímat z vody při jejím přesunu mezi jednotlivými body v měrné svislici. Tyče mívají průměr ca 20 mm, jsou skládací z dílů délky (podle výrobce) 1 – 1,5 m při celkové délce soutyčí 3 – 5 m, a jsou opatřeny délkovou stupnicí (dělení bývá po 0,01 nebo, méně často, po 0,1 m), takže je možné jak změřit hloubku v místě měrné svislice, tak i vrtuli nastavit do přesně určené hloubky pod hladinou. Způsob upevnění vrtule k přesuvnémi rukávu soutyčí bývá různé, opět podle výrobce; u vrtulí fy Ott se typ C-31 upevňuje k rukávu přímo, pro typ C-2 je třeba použít zvláštní redukci. Při měření je třeba dávat pozor, aby vrtule byla postavena kolmo k profilu (při užití komponentního propeleru – viz výše), nebo proti směru proudění.

### Na laně se závažím
Pro měření v tocích větších hloubek, ať již z plavidel nebo mostů, nebo z vyšších mostů, se používá upevnění vrtule k závaží zavěšeném na laně (slangově tzv. torpédo); závaží je vždy opatřeno směrovým kormidlem, takže vrtule se při měření automaticky natáčí proti směru proudění. Lanem je současně vedena signální linka vrtule, a u závaží větších hmotností (25 kg a více) i linka koncového spínače, který signalizuje dosednutí závaží na dno. Závaží jsou proudnicového tvaru a různých hmotností; každé hmotnosti odpovídá maximální rychlost proudění, kterou lze ještě měřit – při velkých rychlostech proudění a malé hmotnosti může být závaží hydrodynamickými silami vynášeno k hladině. Podle firemních materiálů fy Ott jsou doporučené rychlosti podle následující tabulky:
| závaží [kg]          | 5 | 10 | 25 | 50  | 100 |
| max. rychlost [ms−1] | 1 | 1  | 3  | 3,5 | 10  |

Protože i těžké závaží je prouděním poněkud snášeno po proudu, neudává délka odvinutého závěsného lana přímo polohu vrtule, a je nutné použít zvláštního postupu ke korekci této chyby (podrobně viz ).
Speciální naviják lana je opatřen měřením odvinuté délky; může být vybaven i zvláštním zařízením, které dovoluje vrtuli spouštět konstantní malou rychlostí (několik cm·s−1) v případě tzv. integračního měření.
Ve vybraných profilech pozorovací sítě vodoměrných stanic se instalují stálé lanovky, které dovolují proměření průtoku v celém profilu pomocí vrtule se závažím upevněné na laně s obsluhou z jediného místa na břehu.

### Speciální
Ve zvláštních případech, zejména při garančních měřeních vodních strojů (vodních turbin a čerpadel – viz ), se používá většího množství vrtulí (u přivaděčů velkých, i několikametrových, průměrů i několik desítek), upevněných na pevné (zpravidla v potrubí) nebo pohyblivé (zpravidla ve vtocích) konstrukci. Vzhledem k většímu počtu vrtulí se dříve používalo sestav více čítačů se společnou časovou základnou, dnes se pro sběr dat i následné vyhodnocení průtoku používá speciálního počítačového vybavení (HW i SW).
V potrubí se zpravidla používá vestavěná pevná konstrukce tvaru čtyřramenného (pro menší průměry) nebo šestiramenného (pro velké průměry) kříže. Ideální je její konstrukce z oválných tenkostěnných trub, které mají poměrně značnou nosnost při relativně malých hydraulických odporech. Na konstrukci se vrtule upevňují obvykle tak, aby na každou vrtuli připadala stejná část průtočné plochy (viz  ). Je možné připravit i konstrukci, která se dá do potrubí zasunout zvenčí za provozu – zde je ovšem třeba vzít v úvahu omezení daná průměrem potrubí a zejména tlakem v něm, aby jednak bylo možné se sestavou vůbec manipulovat, a aby bylo vůbec možné sestavu do potrubí pod tlakem zasunout, a potrubí musí být opatřeno příslušnými prvky pro tuto manipulaci. V literatuře je dokonce popsána i konstrukce, která měla jednu řadu vrtulí na pohyblivém rameni, otočném kolem osy roury. U malých průměrů potrubí je třeba zvláštní opatrnosti, aby konstrukcí a vrtulemi zastavěná plocha nebyla příliš veliká.
Ve vtocích do přivaděčů vodních turbin lze použít buď pevné mříže s vrtulemi osazenými na svislých nebo vodorovných prutech, nebo lze použít pohyblivý vozík s jedním vodorovným prutem, který je postupně spouštěn do různých hloubek pro měření bodových rychlostí, nebo je spouštěn konstantní malou rychlostí při integračním měření. To má výhodu podstatně rychlejšího provedení, ovšem pokud pokud je nutné znát rychlostní pole ve vtoku, je nutné použít měření bodového – pokud je k disposici dostatečné množství vrtulí, pak pomocí mříže (což je měření ještě rychlejší než měření integrační metodou), pokud je vrtulí omezený počet, pak na pohyblivém vozíku. Jak mříž, tak pohyblivý vozík zpravidla využívají pro instalaci, resp. pojezd, drážek provizorního hrazení.

## Kalibrace
Podmínky pro kalibraci vrtulí stanovuje ČSN ISO 3455, resp. ISO 3455. Kalibraci vrtulí zajišťují kalibrační laboratoře, v ČR je to (jako jediná v republice) akreditovaná Česká kalibrační stanice vodoměrných vrtulí při Výzkumném ústavu vodohospodářském T.G.M., v.v.i. Archivováno 4. 8. 2016 na Wayback Machine.
Kalibrace se provádí vlečením vrtule konstantní rychlostí v nádrži s klidnou vodou. Tím se zanedbává případný vliv turbulence, který je v reálu při měření vždy přítomen. Vrtule musí být při kalibraci vždy upevněna tak, jak bude používána při měření. Při kalibraci se měří dráha {\displaystyle L} [m] a počet otáček propeleru {\displaystyle N} za určitý čas {\displaystyle T}, nebo dráha a čas potřebné k vykonání určitého zvoleného počtu obrátek propeleru vrtule. Měření se provede při řadě zvolených rychlostí vlečného vozíku. Aby byla zajištěna nejvyšší přesnost, i rychlost vlečení vrtule {\displaystyle v} je stanovena z měřených dat, takže posléze
{\displaystyle v={L \over T},\qquad n={N \over T}}
Tyto dvojice dat jsou posléze statistickými metodami (metodou nejmenších čtverců) zpracovány do kalibrační rovnice. ISO 3455 předepisuje kalibrační rovnici ve tvaru po částech lineární funkce
{\displaystyle v=\alpha _{i}+\beta _{i}n}
kde {\displaystyle \alpha _{i}} a {\displaystyle \beta _{i}} jsou empirické kalibrační konstanty platné v rozmezí {\displaystyle v_{i,min}<v\leq v_{i,max}}, resp. {\displaystyle n_{i,min}<n\leq n_{i,max}} kde {\displaystyle i} je pořadové číslo lineárního úseku kalibrační křivky. Přitom konstanta {\displaystyle \beta _{i}} je blízká stoupání propeleru vrtule {\displaystyle k} (viz teoretická rovnice výše). V tuzemské praxi se při vyhodnocování kalibrační křivky standardně používají maximálně tři dílčí lineární funkce.
U hydrometrických vrtulí se podle ČSN ISO 2537 doporučuje kalibrace po 300 hodinách provozu nebo v pravidelných časových intervalech, podle toho který případ nastane dříve, a vždy je nutná rekalibrace po výměně jakékoliv součásti (ložisko, osa).
Kalibrační křivku není vhodné extrapolovat; směrem vzhůru je vhodnější použít propeler s větším stoupáním, směrem dolů je extrapolace zcela vyloučena, protože v této oblasti již mohou mechanické odpory způsobovat nerovnoměrný chod až chvilkové zastavování vrtule.
Během doby bylo navrženo několik ryze empirických i více-méně teoreticky podložených kalibračních rovnic. Normou předepsaná po částech lineární rovnice vychází z teoretického řešení L.A. Otta, jehož je značným zjednodušením. Výhodou je jednoduchost výpočtu rychlosti.

## Příprava vrtule a péče o ni
Pro použití musí být vrtule zkalibrována; pokud vlastníme k vrtuli více propelerů, musí být kalibrace provedena pro každý propeler zvlášť.
I přesto, že zejména větší typy vrtulí jsou dosti robustní, je třeba s nimi zacházet jako s citlivými měřicími přístroji a chránit je před nárazy a pády, které by mohly mít za následek poškození propeleru (s nutnou následnou rekalibrací) nebo ohnutí osy (s nutnou následnou výměnou a rekalibrací).
Hydrometrické vrtule se před měřením plní olejem. Je žádoucí používat olej doporučený výrobcem. V každém případě je nezbytné používat stejný olej jaký byl použit při kalibraci. Oleje musí být takové množství, aby při montáži vrtule nepatrně přetekl.
Před zahájením měření je vhodné vrtuli sestavit, kabelem spojit s počitadlem a ověřit funkčnost celého systému. Pokud systém nepracuje, je nutné v první řadě ověřit stav baterie v počitadle a funkčnost kabelu, u kterého může relativně snadno dojít k jeho přerušení. Poškození kontaktu je u vrtulí současných typů málo pravděpodobné, i když nelze vyloučit. Elektronická počitadla bývají dosti spolehlivá, značné problémy však může způsobit vniknutí vody. Některé typy mají zlepšené krytí a bez újmy přežijí i ponoření do vody.
V průběhu měření je třeba kontrolovat, zda se na propeler nezachytilo plovoucí spláví; zejména v podzimním období je třeba dávat pozor na plovoucí listy. Je nutné též neustále kontrolovat, zda se na osu vrtule nenamotaly vláknité nečistoty (tráva, vláknité řasy a pod.) a pokud ano, neprodleně je odstranit a měření v daném bodě zopakovat.
Po každém ukončení měření na dané lokalitě, resp. každý den po ukončení měření, je třeba provést kontrolu propeleru (mohl být poškozen nárazem o dno), a vrtuli a propeler osušit. Po celkovém ukončení měření se vrtule rozebere, olej vylije a všechny součásti zejména osy vrtule se umyjí v technickém benzínu. Důraz je třeba klást na důkladné pročistění kuličkových ložisek – osvědčilo se jejich prostříknutí injekční stříkačkou nebo důkladné protřepání v lahvičce s benzínem. Nutné je též zkontrolovat oblast průchodu osy do těla vrtule, kde se často zachytávají vláknité nečistoty. Vrtule se nechá vyschnout a uloží. V žádném případě nelze vrtuli delší dobu skladovat naplněnou olejem – může dojít k jeho vysychání a tvorbě lepkavého filmu na povrchu součástí, který způsobuje zvýšené odpory a těžko se odstraňuje. Z počitadla se vyjmou baterie, aby v případě jejich vytečení nedošlo k poškození počitadla.